# گلوبال تلکام
گلوبال تلکام (به انگلیسی: Global Telecom) شرکت مخابرات مصری است، که در زمینه ارائه شبکه تلفن همراه و خدمات اینترنتی فعالیت می‌کند.
شرکت گلوبال تلکام در سال ۱۹۹۸ تحت نام اوراسکام تلکام فعالیت خود را با راه‌اندازی نخستین اپراتور موبایل مصر بنام موبینیل آغاز کرد. در سال ۲۰۱۱ شرکت ویمپل‌کام اقدام به خریداری ۵۱٫۹٪ رصد از سهام این شرکت نمود، که در پی آن نام شرکت به گلوبال تلکام تغییر پیدا کرد. این شرکت در حال حاضر دارای عملیات در خاورمیانه، آسیا، آفریقا و کانادا می‌باشد.
دفتر مرکزی این شرکت در شهر قاهره، مصر قرار دارد و سهام آن در بازارهای بورس لندن و بورس اوراق بهادار قاهره و اسکندریه، معامله می‌شود.